# Valleroy (Haute-Marne)
Valleroy ist eine französische Gemeinde mit 24 Einwohnern (Stand 1. Januar 2022) im Département Haute-Marne in der Region Grand Est. Sie gehört zum Arrondissement Langres und zum Kanton Chalindrey.

## Lage
Die Gemeinde Valleroy liegt an der Grenze zum Département Haute-Saône, 35 Kilometer südöstlich von Langres. Valleroy ist umgeben von folgenden Nachbargemeinden:
| Savigny |                                             | Voncourt   |
| Gilley  | Kompassrose, die auf Nachbargemeinden zeigt | Farincourt |
|         | Fouvent-Saint-Andoche                       |            |

## Bevölkerungsentwicklung
| Jahr                       | 1962 | 1968 | 1975 | 1982 | 1990 | 1999 | 2008 | 2019 |
| -------------------------- | ---- | ---- | ---- | ---- | ---- | ---- | ---- | ---- |
| Einwohner                  | 39   | 39   | 44   | 53   | 33   | 29   | 31   | 25   |
| Quellen: Cassini und INSEE |      |      |      |      |      |      |      |      |